# Sunbeam (fartyg)
Sunbeam är ett k-märkt svenskt segelfartyg.
Sunbeam byggdes i Lowestoft 1905 och var seglande fiskebåt i Nordsjön till 1937, varefter hon var fiske- och fraktfartyg till 1961. År 1962 blev hon forskningsfartyg.